# Župnija Sv. Jošt na Kozjaku
Župnija Sv. Jošt na Kozjaku je rimskokatoliška teritorialna župnija Dekanije Celje - Nova Cerkev Škofije Celje.
Do 7. aprila 2006, ko je bila ustanovljena Škofija Celje, je bila župnija del Celjskega naddekanata Škofije Maribor.
Do reorganizacije nadekanatov in dekanij Škofije Celje dne 1. septembra 2021, je bila župnija sestavni del Dekanije Nova Cerkev.